# Somogyi György (fotográfus)
Somogyi György (Szalkszentmárton, ?) magyar fotográfus. 

## Életrajz

### Életpálya
Szalkszentmártoni polgári családban született, Mihók Ilona és Somogyi György elsőszülött gyermeke. Az általános iskolát helyben, a középiskolát Kunszentmiklóson végezte. Gimnázium után nappali tagozatos fényképész iskolát végzett Kecskeméten, majd – Magyarországon az elsők között –  videó- és filmszerkesztő képesítést szerzett Budapesten.
A rendszerváltás éveiben a Belügyminisztérium speciális (tartalékos) tiszti iskolájának utoljára indított évfolyamának hallgatója. Tisztté avatása után azonnal leszerelt, tényleges állományban egyáltalán nem szolgált.

### Család
1995-ben kötött házasságot Szabó Andreával; két leánygyermeke (Zsófi 1999;  Anna 2004) született.

### Szakmai életrajz
A fényképész iskola elvégzése után további szakmai gyakorlatot a Dunaújvárosi kórházban eü. fényképészként szerzett. 1991-ben – ekkor még csak másodállásban – nyitotta meg első önálló műtermét.  
FOTOGÉN fényképészműterem fantázianéven az ezredfordulóra már 4 műteremből állt a fotószolgáltató hálózat. 
2004-től a Szent Kereszt Magazin munkatársa, 2006-tól – a helyhez kötött műtermeket felváltva –  szabadúszó fotográfus.  
Az ezredforduló első évtizedét követően kiállító fotográfusként szinte kizárólag művészeti tevékenységgel foglalkozik. Semmilyen szakmai szervezetnek, fotóklubnak nem tagja; tudatosan törekszik teljes körű önállóságára ill. legitimitására.  

## Közösségi munkásság
Az ezredfordulót követően lokálpatriotizmusa a szalkszentmártoni temetőre irányította figyelmét. Eleinte csak magánakcióival reformál, később társadalmi felelősségvállalása intézményesített formát ölt: szinte személyre szabva, munkásságára „ráírva” hozza létre a Református Egyházközség a temetőgondnokságot. 2005-től 2018-ig szülőfalujának első temető-gondnoka. 2006-tól 2010-ig Szalkszentmárton önkormányzatának képviselője.

### Hanglemez- és könyvborítók (válogatás)
- 2003      Kormorán:           Istenem magyar volt…
- 2003      Kormorán:           A forrás felé
- 2004      Kormorán:           Szkafander
- 2004      Kormorán:           A lovak álma
- 2004      Transylmania:      Legyen úgy, mint régen volt
- 2004      Farkas-Várnagy:   Zeneképzelet
- 2006      Kormorán:            30 év 30 dalban
- 2007      Kormorán:            Kapuk
- 2007      Koltay Gergely:     Égjen neked a fény
- 2008      Farkas-Várnagy:   Zeneképzelet Pécsi Ildikóval
- 2008      Szkítia:                Tiszta szívvel, Úttalan utakon (Wass Albert emlékére)
- 2008      Farkas-Várnagy:   A teremtés csodái
- 2009      Kormorán:            Magyarnak lenni hivatásunk
- 2009      Farkas-Várnagy:   One Piano – Four Hands  (Music Fantasy)
- 2010      Szkítia:                 Hajnaltűztánc
- 2010      Gáspár Álmos:      Szent Anna tó legendája
- 2010      Zelina György:       Őszintén – Sasvári Sándor színművész
- 2016      Csath Róza:           Morvai
- 2019      Géczi Erika:           Jubileumi Koncertalbum

### Kiállítási képsorozatok (válogatás)
- Magyar2001 –      „Így látom én … – avagy pillanatok 15 év tükrében”
- 2003 –      „Így látom Én, ahogy Ti halljátok!”
- 2003 –      „Tükröm-tükröm …”
- 2003 –      „Valahol …”
- 2005 –      „Világok világa, Magyarország …”
- 2009 –      „Én láttam a szivárványt!”
- 2010 –      „A Kápolna”
- 2011 –      „És mégis! Lovas nemzet a Magyar!”
- 2013 –      „A lovak álma”
- 2018 –      Erdélyi Unitáriusok Népművészete

### Fontosabb publikációk   (Válogatás csak a Szent Kereszt Magazinból)
- 2005. I.   szám     Címlap
- 2005. II.  szám     Címlap
- 2005. II.  szám     Poszter
- 2005. II.  szám     Vezércikk illusztrációk
- 2005. IV. szám     Címlap
- 2005. IV. szám     Poszter
- 2005. IV. szám     Vezércikk illusztrációk
- 2005. V.  szám     Vezércikk
- 2005. V.  szám     Poszter
- 2006. III. szám     Címlap
- 2006. IV. szám     Címlap
- 2006. V-VI. szám Vezércikk illusztrációk
- 2006. V-VI. szám Poszter
- 2007. I. szám       Címlap
- 2007. I.   szám     Vezércikk illusztrációk
- 2007. II.  szám     Címlap
- 2007. II.  szám     Vezércikk illusztrációk
- 2007. III. szám     Címlap
- 2007. III. szám     Vezércikk illusztrációk
- 2007. VI. szám     Poszter
- 2008. III. szám     Poszter
- 2008. IV. szám     Poszter
- 2009. II.  szám     Címlap
- 2009. IV. szám     Vezércikk illusztrációk
- 2009. IV. szám     Poszter
- 2010. I.   szám      Vezércikk illusztrációk
- 2010. III. szám      Címlap
- 2010. III. szám      Vezércikk illusztrációk
- 2011. II.  szám      Címlap
- 2011. II.  szám      Poszter
- 2011. III. szám      Címlap
- 2011. III. szám      Vezércikk illusztrációk
- 2011. III. szám      Poszter
- 2012. II.  szám      Címlap
- 2012. II.  szám      Vezércikk illusztrációk
- 2012. III. szám      Címlap

## Fontosabb kiállításai (válogatás)
Kiállításairól pontos információ nem áll rendelkezésre: vendégkönyvet elvből nem használ; vándorkiállításait külsős kiállítás-szervezők (pl. Magyarok Szövetsége) utaztatják. Az itt nem publikált legtöbb helyszín (főleg 2012 előtt) lekövethetetlen. 
- 2001.    Szabadszállás
- 2002.    Kunszentmiklós
- 2002.    Apostag
- 2002.    Dunavecse
- 2002.    Tass
- 2002.    Szalkszentmárton
- 2002.    Balatonalmádi (csoportos)
- 2003.    Szabadszállás (csoportos)
- 2004.    Gödöllő    (Polgármesterek Világtalálkozója)
- 2004.    Budapest (MOM)
- 2005.    Budapest; Dunavecse; Tass; Szalkszentmárton; Kunszentmiklós;
- 2008.    Szabadszállás; Alcsút; Gödöllő; Apostag;
- 2009.    Budapest; Kecskemét; Baja; Székesfehérvár; Szabadszállás;Kisgyőr; Kalocsa; Kunszentmiklós; Kiskunlacháza; Cegléd; Bugac;Dunavarsány; Esztergom; Szekszárd; Kunadacs; Siófok;
- 2010.    Kazahsztán (Csoportos)
- 2011.    Budapest  (Papp László Sportaréna)
- 2012.    Szabadszállás
- 2012.     Kunadacs
- 2012.     Budapest  (Polgárok Háza)
- 2012.     Budapest  (Uránia Nemzeti Filmszínház)
- 2012.     Budapest  (Syma csarnok)
- 2012.     Esztergom (Vár)
- 2012.     Bugac  (Kurultaj)
- 2012.     Magyarok Országos Gyűlése
- 2012.     Kiskunfélegyháza (Kiskun Múzeum)
- 2012.     Gyúró
- 2013.     Budapest  (Syma csarnok)
- 2013.     Kunadacs
- 2013.     Apaj  (Magyarok Országos Gyűlése)
- 2013.     Kecskemét (Malom központ)
- 2013.     Budapest  (Lovas Világkupa)
- 2013.     Budapest  (Polgárok Háza)
- 2014.     Lakitelek  (Népfőiskola)
- 2014.     Csobánka  (csoportos)
- 2014.     Kerekegyháza (Művelődési ház)
- 2014.     Kecskemét – Izsák (Nemzetközi Military Fesztivál)
- 2014.     Budapest, Nemzeti Lovarda (A Honfoglalás c. rockopera bemutatója)
- 2014.     Kunadacs
- 2014.     Kiskunfélegyháza
- 2014.     Izsák (VIII. Egyesfogathajtó Világbajnokság; XXX. Izsáki Sárfehér Napok)
- 2014.     Buzsák
- 2014.     Budapest, Papp László Sportaréna (VIII. Lovas Világkupa)
- 2015.     Budapest,  Uránia Nemzeti Filmszínház (V. Magyar Világtalálkozó)
- 2015.     Budapest,  SYMA – rendezvényközpont (V. Magyar Világtalálkozó)
- 2015.     Szabadszállás, Városi Napok (csoportos)
- 2015.     Budapest,  Műcsarnok  (Nemzeti Vágta)
- 2017.     Budapest,  Polgárok Háza (csoportos)
- 2018.     Szabadszállás, Magyar Kultúra Napja
- 2018.     Varsány, Székely-Palóc lakodalom
- 2018.     Szabadszállás, Városi Napok (csoportos)
- 2018.     Szalkszentmárton, falunap
- 2020.     Keszthely, Helikon Kastélymúzeum (csoportos)
- 2022.     Keszthely, Helikon Kastélymúzeum (csoportos)

## Sajtó (válogatás)
- 2002. január 10.      Alföldi Lapok  (A Duna-Tisza köze heti magazinja)
- 2002. március 3.      Petőfi Népe  (Bács-Kiskun megye napilapja)
- 2008. I. szám           Szent Kereszt Magazin
- 2009. január 20.       Petőfi Népe
- 2011. III. szám           Szent Kereszt Magazin
- 2012. január 16.       Petőfi Népe
- 2012. II. szám           Panoráma Magazin  /nemzetközi/  (A világ magyarságának képes magazinja)
- 2012. július               Lovas Nemzet
- 2012. Július 10.        Petőfi Népe
- 2013. I. szám            Panoráma Magazin
- 2013. május 24.        Petőfi Népe
- 2013. június              Lovas Nemzet
- 2013. II. szám            Panoráma Magazin
- 2013. december 5.    Petőfi Népe
- 2013. december 10.  Józsefváros  (Budapest VIII. kerületének hetilapja)
- 2014. március 5.        Petőfi Népe
- 2014. április               Lovas Nemzet
- 2015. február            Panoráma Magazin
- 2015. május              Petőfi Népe
- 2015. június              Lovas Nemzet
- 2018. január              Petőfi Népe